# Klaus Kinkel
Klaus Kinkel   (Metzingen, 17 de desembre de 1936 - Sankt Augustin, 4 de març de 2019) va ser un jurista i polític alemany, president del Partit Democràtic Lliure (FDP) entre 1993 i 1995. Des de 1991 fins a 1992 va ser Ministre de Justícia de la República Federal d'Alemanya, des 1992 fins a 1998 va ocupar la cartera d'Afers Exteriors, i des de 1993 fins a 1998 va ser també vicecanceller de la República.

## Trajectòria professional
Klaus Kinkel va créixer a Hechingen, al sud-oest d'Alemanya. De pare metge, després del seu examen de selectivitat (Abitur) al'Institut Públic de Hechingen, Kinkel va iniciar els seus estudis de Dret a la Universitat Eberhard Karl, la Universität de Tübingen, a la Rheinische Friedrich - Wilhelms - Universität, de Bonn i a la Universitat de Colònia, on va finalitzar la carrera amb la més alta puntuació i on va obtenir el seu doctorat en Ciències Jurídiques el 1964. Va ingressar en l'Administració de la Regió de Baden Wurttemberg, de la qual va ser nomenat Administrador del districte de Balingen el 1968. Aquest lloc li va conduir al de Representant local del ministre Hans-Dietrich Genscher, tasca que va exercir des de 1970 fins a 1974 abans de fer-se càrrec de la direcció de l'Oficina personal del ministre.
Quan el 1974 Hans-Dietrich Genscher va ser nomenat Ministre d'Afers Exteriors de la República Federal d'Alemanya va nominar a Kinkel director de la seva Oficina, per passar a exercir el 1979 el càrrec de director de Planificació del Ministeri. Des de 1979 fins a 1982, Kinkel va ser president del Bundesnachrichtendienst, el Servei Federal d'Intel·ligència. A l'octubre d'aquest mateix any va ser nomenat Secretari d'Estat del Ministeri de Justícia.
El 18 de gener de 1991, passà a exercir el càrrec de Ministre de Justícia en el Govern de Helmut Kohl. Dins de les seves actuacions més destacades convé assenyalar el paper protagonista en la pressió perquè l'ex-president de l'RDA, Erich Honecker, tornés al país per ser jutjat. També participà en les negociacions públiques amb el grup armat socialista Fracció de l'Exèrcit Roig per tal que renunciessin a l'ús de la violència.
Abandonà el càrrec l'any 1992 per ser nomenat ministre d'Afers Exteriors després de la dimissió de Genscher. El 1993, després de la sortida del govern del vicecanceller i ministre d'Economia Jürgen Möllemann, rebé el càrrec addicional de vicecanceller del Govern. Com a ministre d'Afers Exteriors prengué una clara posició de rebuig a les atrocitats que es cometien a durant la Guerra dels Balcans i proposà la creació del Tribunal Penal Internacional per a l'antiga Iugoslàvia.
Després d'abandonar el Ministeri d'Afers Exteriors després de les eleccions de 1998, Kinkel a més de continuar exercint de forma privada l'advocacia, posant en marxa nombrosos projectes socials en els que continua implicat. Com a resultat va ser designat com Ambaixador de les Persones amb Discapacitats durant el Copa del Món de futbol de 2006 celebrada a Alemanya.
Klaus Kinkel està casat i té tres fills, un dels quals va morir en accident de trànsit. És a més membre de l'Associació Catòlica d'Estudiants de Tubinga.

## FDP
Des de 1991 Kinkel és militant del FDP, un partit del que va ser president des de 1993 fins a 1995.

## Diputat
Des de 1994 fins a 2002, Klaus Kinkel ha estat Diputat del Bundestag, el Parlament Alemany, on va ser el representant del seu partit des de 1998 fins a 2002. Kinkel sempre ha presentat la seva candidatura a la regió de Baden-Württemberg.